# 이반 페드로소
이반 라사로 페드로소 솔레르(스페인어: Iván Lázaro Pedroso Soler, 1972년 12월 17일~)는 쿠바의 은퇴한 육상 선수, 지도자로 멀리뛰기가 주 종목이다.
그는 칼 루이스와 마이크 파월 등과 치열한 경쟁을 벌였으며, 1990년대 초반에 많은 국제 대회에서 금메달을 획득했다. 파월과 루이스가 은퇴한 시기에 세계 선수권 대회를 지배하는 선수가 되었으며, 사실 그는 2000년 하계 올림픽 금메달을 포함해서, 1997년부터 2001년까지 모든 주요 대회에서 우승했다.
세계 선수권 대회 성과로 세계적인 선수가 되었으나 라이벌인 칼 루이스처럼 올림픽에 큰 영향을 주지 않았다. 그는 19세의 나이로 1992년 하계 올림픽에서 4위를 했지만, 1996년 하계 올림픽에서 부상으로 인해 12위에 머물렀다. 이후 2000년 하계 올림픽에서 처음이자 마지막 올림픽 금메달을 획득했다. 그는 마지막 올림픽인 2004년 하계 올림픽에서 7위를 기록했다.
2007년에 현역에서 은퇴하였으며, 은퇴 후에는 멀리뛰기 지도자로 활동하고 있다.

## 개인사
허들 선수 알리우스카 로페스의 사촌이다.